# Штонь Григорій Максимович
Григо́рій Макси́мович Штонь (нар. 13 березня 1941, село Вербовець, нині Лановецький район Тернопільська область —  23 жовтня 2021, місто Київ) — український письменник, поет, сценарист, літературознавець, літературний критик, художник. Доктор філологічних наук (1998), професор кафедри історії української літератури і шевченкознавства Інституту філології Київського національного університету імені Тараса Шевченка. Лауреат Державної премії України ім. Т. Г. Шевченка (1996). Член Національної спілки письменників України (1982).
Лауреат премії «Коронація слова» (2002, 2003).

## Життєпис
Народився 13 березня 1941 р. в с. Вербовець Тернопільської області в родині священника.
Закінчив Дрогобицький педагогічний інститут (1967) та аспірантуру при Інституті літератури ім. Т. Г. Шевченка АН України (1973].
У м. Київ: від 1973 — м. н. с., ст. н. с., 1994—2000 — заступник директора з наукової роботи інституту літератури НАНУ, від 2004 — професор національного університету ім. Т. Шевченка.
1999 захистив докторську дисертацію «Духовний простір української ліро-епічної прози». З 1999 — доктор філологічних наук, з 2001 професор катедри історії української літератури і шевченкознавства Київського національного університету ім. Тараса Шевченка.
Член авторського колективу «Історії української літератури ХХ ст.» (національна премія).
Прототип професора Чмоня з роману Олександра Ірванця «Рівне/Ровно».

## Праці
Основні праці:
- Становлення нової людини і літературний процес (К.,1978),
- Романи Михайла Стельмаха (К.,1985),
- Анатолій Дімаров (К.,1978),
- Духовний простір української ліро-епічної прози (К., 1998).

Автор розділів й портретних статей в навчальному посібнику «Історія української літератури ХХ ст.». У 2-х томах і З-х книгах. (К., 1993—1994).
Автор понад 200 літературно-критичних і наукових праць, монографій, збірок поезій «Візії» (1995), «Затока лун» (1999); книжок прози «Пастораль» (1989), «Тернова мушля» (1997), «Пообіч часу» (2004); романів «Суд» (2000), «Рай» (2001), «Містраль» (2004), «Форум вічноживих» (2005), «Нічні сонця», «Ексклюзив» (обидва — 2006);
Автор п'єс та інших творів живописної творчості, що експонуються на художніх виставках, зокрема портретів І. Кавалерідзе, Т. Мельничука, Б. Рубчака та ін.
Автор ряду сценарію художнього фільму «Страчені світанки» (1995), а також картини «Чорна рада» (2000) за твором П. Куліша, стрічки «Музичні картинки» (1968), знятій на студії «Київнаукфільм».
Написав також документальні кіносценарії:
- «Ой горе тій чайці…» (про І.Мазепу),
- «Гомоніла Україна» (про Г. Косинку) тощо.